# Czyprki (Miłki)
Czyprki (deutsch Czyprken, 1928–1945 Freiort) ist ein Dorf in der polnischen Woiwodschaft Ermland-Masuren, das zur Landgemeinde Miłki (Milken) im Powiat Giżycki (Kreis Lötzen) gehört.

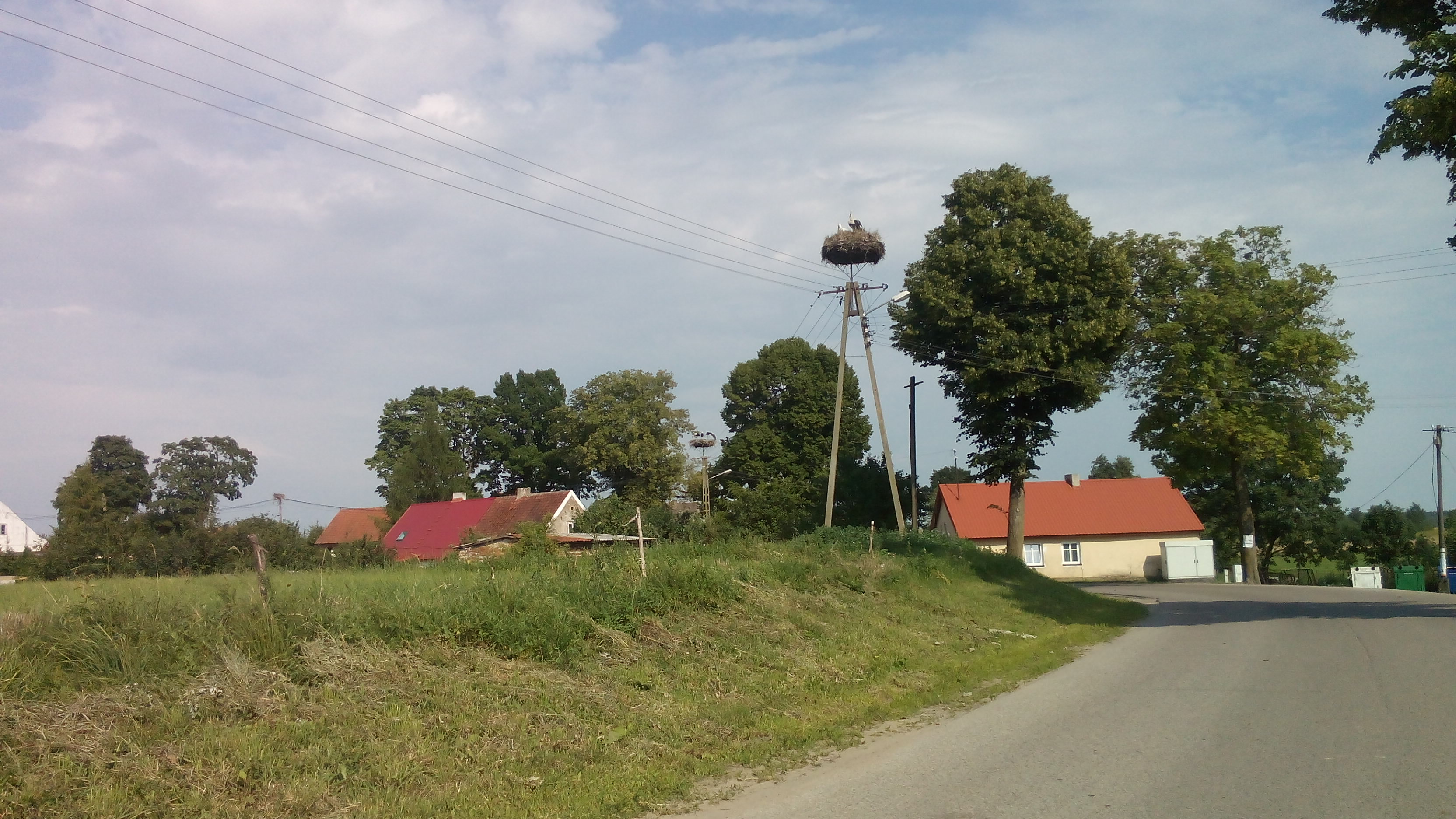
Storchenidylle in Czyprki (Czyprken / Freiort)

## Geographische Lage
Czyprki liegt in der östlichen Mitte der Woiwodschaft Ermland-Masuren, 16 Kilometer südöstlich der Kreisstadt Giżycko (Lötzen). 
850 Meter nordwestlich des Dorfes befindet sich an der Woiwodschaftsstraße 656 ein Ehrenfriedhof für die Verstorbenen des Ersten Weltkriegs (polnisch Cmentarz wojenny z I Wojny Światowej).

## Geschichte
Das nach 1785 Zyprken und bis 1928 Czyprken genannte Dorf wurde im Jahr 1561 gegründet. Von 1874 bis 1945 gehörte es zum Amtsbezirk Milken (polnisch Miłki) innerhalb des Kreises Lötzen im Regierungsbezirk Gumbinnen (1905–1945 Regierungsbezirk Allenstein) der preußischen Provinz Ostpreußen. Im gleichen Zeitabschnitt war das Dorf auch dem Standesamt Milken zugeordnet. Im Jahr 1910 zählte Czyprken 208 Einwohner.
Aufgrund der Bestimmungen des Versailler Vertrags stimmte die Bevölkerung im Abstimmungsgebiet Allenstein, zu dem Czyprken gehörte, am 11. Juli 1920 über die weitere staatliche Zugehörigkeit zu Ostpreußen (und damit zu Deutschland) oder den Anschluss an Polen ab. In Czyprken stimmten 120 Einwohner für den Verbleib bei Ostpreußen, auf Polen entfielen keine Stimmen.
Am 24. Oktober 1928 wurde Czyprken in Freiort umbenannt. Die Einwohnerzahl belief sich 1933 auf 227 und betrug 1939 bereits 244.
In Kriegsfolge kam das Dorf 1945 mit dem gesamten südlichen Ostpreußen zu Polen und erhielt die polnische Namensform Czyprki. Es ist heute eine Ortschaft im Verbund der Landgemeinde Miłki (Milken) im Powiat Giżycki (Kreis Lötzen), bis 1998 der Woiwodschaft Suwałki, seither der Woiwodschaft Ermland-Masuren zugehörig.

## Religionen
Vor 1945 war Czyprken in die evangelische Kirche Milken in der Kirchenprovinz Ostpreußen der Evangelischen Kirche der Altpreußischen Union und in die katholische Pfarrkirche St. Bruno in Giżycko im Bistum Ermland eingepfarrt.
Heute gehört Czyprki zur evangelischen Pfarrkirche in Giżycko in der Diözese Masuren der Evangelisch-Augsburgischen Kirche in Polen sowie zur katholischen Pfarrkirche in Miłki im Bistum Ełk (Lyck) der Römisch-katholischen Kirche in Polen.

## Schule
Im Jahre 1827 wurde in Czyprken eine Schule gegründet. 1945 wurde sie einklassig mit 50 Schulkindern geführt.

## Söhne und Töchter des Ortes
- Georg Tolkemitt (* 28. April 1930 in Freiort; † 21. Februar 2009), deutscher Finanzwissenschaftler

## Verkehr
Czypriki liegt an der verkehrsmäßig nicht unbedeutenden Woiwodschaftsstraße DW 656, die die beiden Kreisstädte Ełk (Lyck) und Giżycko (Lötzen) über Staświny (Staßwinnen, 1938–1945 Eisermühl) an der Landesstraße DK 63 (ehemalige deutsche Reichsstraße 131) verbindet. Außerdem führen Nebenstraßen von den Nachbarorten Miłki (Milken) und Szczepanki (Sczepanken, 1938–1945 Tiefen) direkt in den Ort. Eine Bahnanbindung besteht nicht.